# Wii Fit
Wii fit er et træningsspil til Wii-konsollen, der bliver solgt sammen med Wii Balance Board. Ved hjælp af Wii Balance Boards muligheder for at veje ens vægt, og måle ens balances tyngdepunkt, giver den medfølgende software (Wii fit), mulighed for helt nye oplevelser. Softwaren (Wii fit) er lavet sådan, at det passer sammen med de Mii-personer man har på sin Wii konsol.
Man vælger fra start sin Mii (person), hvorefter man ved hjælp af ens Wii Balance Board bliver guidet igennem nogle forskellige test for at måle ens BMI (Body-Mass-Index), og ens balance. Først efter disse test kan man rigtig begynde at udnytte Wii fit.
Der kan vælges imellem fire former for træning:
- 1. Aerobic øvelser (Step – Løb – Øvelse med hulahopringe)
- 2. Yoga (Forskellige Yoga stillinger)
- 3. Muskel træning (Armbøjninger og andre muskel øvelser)
- 4. Balance spil (Balance gang – Ski hop – Ski slalom)

Wii Fit er det 3. Wii spil i Wii serien udviklet af Nintendo for Wii konsollen. Før i tiden blev den kaldt Wii Health Pack den var annonceret under den nuværende titel ved Nintendos E3 presse konference den 11. juli 2007, af den berømte videospilsdesigner Shigeru Miyamoto.
Ved Nintendos pressekonference, blev den demonstreret af Miyamoto, Reggie Fils-Aime og andre frivillige. ligesom resten af Wii Series, Wii Fit bruger Miis til dens præsentation og til at spille med. Spillet er designet til at fungere med Wii Balance Board og er et eksempel på motion i spil.
Wii Fit udkom i Japan den 1. december 2007 og solgte over en fjerdedel af en million i den første uge. 30. marts 2008, Wii Fit havde solgt 1.794 million kopier i Japan. Spillet blev udgivet den 25. april 2008 i Europa
Wii Fit bruger en unikke platform der hedder Wii Balance Board den kan måle en spillers vægt, og spillerens tyngde punkt, og regne spillerens BMI. Spillet har omkring 40 forskellige aktiviteter, som yoga, armbøjninger, og andre træningsmetoder. desuden, Wii Fit tillader spillerne at sammenligne deres fitness ved at bruge Wii Fits egen kanal i Wii Menu.
I følge Shigeru Miyamoto da han snakkede to under et interview ved E3 2007, der er lige nu ingen planer for at integrere WiiConnect24 funktioner i Wii Fit. Han noterede, alligevel, at der kunne være muligheder for tage fordelen af WiiConnect24 i fremtiden, som at bruge til at holde kontakt med en doktor for at hjælp med træningen, eller med en fitness specialist til at hjælpe med træningens øvelser.